# Premis Oscar de 2010
Els Premis Oscar de 2010 (en anglès: 83rd Academy Awards) foren presentats el dia 27 de febrer de 2011 en una cerimònia realitzada al Kodak Theatre de la ciutat de Los Angeles per premiar les pel·lícules realitzades durant l'any 2010.
La cerimònia fou emesa pel canal ABC i presentada per primera vegada pels actors Anne Hathaway i James Franco.

## Curiositats
El 25 de gener de 2011 es van anunciar els nominats amb la novetat que el premi a Millor pel·lícula comptava, per segon any consecutiu, amb deu nominats en lloc dels cinc que era tradició anteriorment.
La pel·lícula més nominada de la nit, i gran guanyadora, fou El discurs del rei de Tom Hooper que aconseguí dotze nominacions i quatre premis, entre ells pel·lícula, director, actor principal (per a Colin Firth interpretant el rei Jordi VI del Regne Unit) i guió original. Així mateix la pel·lícula Origen de Christopher Nolan aconseguí quatre premis de vuit candidatures, tots ells tècnics.
True Grit de Joel i Ethan Coen es convertí en la segona pel·lícula en la història dels premis en no aconseguir cap premi tot i tenir deu nominacions. La victòria de Christian Bale i Melissa Leo per les seves interpretacions en les categories secundàries de la pel·lícula The Fighter convertí aquest film en el primer a aconseguir aquesta fita des de la victòria de Hannah i les seves germanes l'any 1986.
Els premis honorífics i el Premi Irving G. Thalberg es concediren el 13 de novembre de 2010 durant la cerimònia dels Governors Awards.

## Premis
A continuació es mostren les pel·lícules que varen guanyar i que estigueren nominades a l'Oscar l'any 2010:
| Millor pel·lícula | Millor director |
| --- | --- |
| - El discurs del rei (Iain Canning, Emile Sherman i Gareth Unwin per a The Weinstein Co.) - 127 Hours (Danny Boyle i Christian Colson per a Fox Searchlight) - Black Swan (Scott Franklin, Mike Medavoy i Brian Oliver per a Fox Searchlight) - The Fighter (David Hoberman, Todd Lieberman i Mark Wahlberg per a Paramount Pictures) - Els nois estan bé (Gary Gilbert, Jeffrey Levy-Hinte i Celine Rattray per a Focus Features) - Origen (Christopher Nolan i Emma Thomas per a Warner Bros.) - Toy Story 3 (Darla K. Anderson per a Walt Disney Pictures/Pixar) - True Grit (Ethan Coen, Joel Coen i Scott Rudin per a Paramount Pictures) - Winter's Bone (Alix Madigan i Anne Rosellini per Roadside Attractions) - La xarxa social (Dana Brunetti, Ceán Chaffin, Michael De Luca i Scott Rudin per a Columbia Pictures) | - Tom Hooper per El discurs del rei - Darren Aronofsky per Black Swan - Ethan Coen i Joel Coen per True Grit - David Fincher per La xarxa social - David O. Russell per The Fighter |
| Millor actor | Millor actriu |
| - Colin Firth per El discurs del rei com a Jordi VI - Javier Bardem per Biutiful com a Uxbal - Jeff Bridges per True Grit com a Rooster Cogburn - Jesse Eisenberg per La xarxa social com a Mark Zuckerberg - James Franco per 127 Hours com a Aron Ralston | - Natalie Portman per Black Swan com a Nina Sayers - Annette Bening per Els nois estan bé com a Nic - Nicole Kidman per Rabbit Hole com a Becca Corbett - Jennifer Lawrence per Winter's Bone com a Ree Dolly - Michelle Williams per Blue Valentine com a Cindy |
| Millor actor secundari | Millor actriu secundària |
| - Christian Bale per The Fighter com a Dicky Eklund - John Hawkes per Winter's Bone com a Teardrop - Jeremy Renner per The town: Ciutat de lladres com a James "Jem" Coughlin - Mark Ruffalo per Els nois estan bé com a Paul - Geoffrey Rush per El discurs del rei com a Lionel Logue | - Melissa Leo per The Fighter com a Alice Ward - Amy Adams per The Fighter com a Charlene Fleming - Helena Bonham Carter per El discurs del rei com a Reina Elisabet - Hailee Steinfeld per True Grit com a Mattie Ross - Jacki Weaver per Animal Kingdom com a Janine "Smurf" Cody |
| Millor guió original | Millor guió adaptat |
| - David Seidler per El discurs del rei - Mike Leigh per Another Year - Scott Silver, Paul Tamasy i Eric Johnson per The Fighter - Lisa Cholodenko i Stuart Blumberg per Els nois estan bé - Christopher Nolan per Origen | - Aaron Sorkin per La xarxa social (sobre hist. de Ben Mezrich) - Danny Boyle i Simon Beaufoy per 127 Hours (sobre hist. d'Aron Ralston) - Michael Arndt (guió), John Lasseter (història), Andrew Stanton (història) i Lee Unkrich (història) per Toy Story 3 (sobre caràcters de Toy Story) - Ethan Coen i Joel Coen per True Grit (sobre hist. de Charles Portis) - Debra Granik i Anne Rosellini per Winter's Bone (sobre hist. de Daniel Woodrell) |
| Millor pel·lícula de parla no anglesa | Millor pel·lícula d'animació |
| - En un món millor de Susanne Bier (Dinamarca) - Biutiful d'Alejandro González Iñárritu (Mèxic) - Dogtooth de Yorgos Lanthimos (Israel) - Incendies de Denis Villeneuve (Canadà) - Hors-la-loi de Rachid Bouchareb (Algèria) | - Toy Story 3 de Lee Unkrich - Com ensinistrar un drac de Chris Sanders i Dean DeBlois - L'Illusionniste de Sylvain Chomet |
| Millor banda sonora | Millor cançó original |
| - Trent Reznor i Atticus Ross per La xarxa social - A.R. Rahman per 127 Hours - John Powell per Com ensinistrar un drac - Alexandre Desplat per El discurs del rei - Hans Zimmer per Origen | - Randy Newman (música i lletra) per Toy Story 3 ("We Belong Together") - Bob DiPiero, Tom Douglas, Hillary Lindsey i Troy Verges (música i lletra) per Country Strong ("Coming Home") - Alan Menken (música); Glenn Slater (lletra) per Tangled ("I See the Light") - A.R. Rahman (música); Rollo Armstrong i Dido (lletra) per 127 Hours ("If I Rise")                                                                                               |
| Millor fotografia | Millor maquillatge |
| - Wally Pfister per Origen - Matthew Libatique per Black Swan - Danny Cohen per El discurs del rei - Roger Deakins per True Grit - Jeff Cronenweth per La xarxa social | - Rick Baker i Dave Elsey per L'home llop - Adrien Morot per Barney's Version - Edouard F. Henriques, Gregory Funk i Yolanda Toussieng per The Way Back |
| Millor direcció artística | Millor vestuari |
| - Robert Stromberg; Karen O'Hara per Alice in Wonderland - Stuart Craig i Stephenie McMillan per Harry Potter i les relíquies de la Mort - Part 1 - Guy Hendrix Dyas; Larry Dias i Doug Mowat per Origen - Eve Stewart; Judy Farr per El discurs del rei - Jess Gonchor; Nancy Haigh per True Grit | - Colleen Atwood per Alice in Wonderland - Antonella Cannarozzi per Jo sóc l'amor - Jenny Beavan per El discurs del rei - Sandy Powell per The Tempest - Mary Zophres per True Grit |
| Millor muntatge | Millor so |
| - Angus Wall i Kirk Baxter per La xarxa social - Jon Harris per 127 Hours - Andrew Weisblum per Black Swan - Tariq Anwar per El discurs del rei - Pamela Martin per The Fighter | - Lora Hirschberg, Gary A. Rizzo i Ed Novick per Origen - Paul Hamblin, Martin Jensen i John Midgley per El discurs del rei - Jeffrey J. Haboush, Greg P. Russell, Scott Millan i William Sarokin per Salt - Skip Lievsay, Craig Berkey, Greg Orloff i Peter F. Kurland per True Grit - Ren Klyce, David Parker, Michael Semanick i Mark Weingarten per La xarxa social                                                                                |
| Millors efectes visuals | Millor edició de so |
| - Paul Franklin, Chris Corbould, Andrew Lockley i Peter Bebb per Origen - Ken Ralston, David Schaub, Carey Villegas i Sean Phillips per Alice in Wonderland - Tim Burke, John Richardson, Christian Manz i Nicolas Aithadi per Harry Potter i les relíquies de la Mort - Part 1 - Janek Sirrs, Ben Snow, Ged Wright i Daniel Sudick per Iron Man 2 - Michael Owens, Bryan Grill, Stephan Trojanski i Joe Farrell per Més enllà de la vida | - Richard King per Origen - Tom Myers i Michael Silvers per Toy Story 3 - Gwendolyn Yates Whittle i Addison Teague per Tron: Legacy - Skip Lievsay i Craig Berkey per True Grit - Mark P. Stoeckinger per Unstoppable |
| Millor documental | Millor curt documental |
| - Inside Job de Charles H. Ferguson i Audrey Marrs - Exit Through the Gift Shop de Banksy i Jaimie D'Cruz - Gasland de Josh Fox i Trish Adlesic - Restrepo de Tim Hetherington i Sebastian Junger - Waste Land de Lucy Walker i Angus Aynsley | - Strangers No More de Karen Goodman ai Kirk Simon - Killing in the Name de Jed Rothstein - Poster Girl de Sara Nesson - Sun Come Up de Jennifer Redfearn i Tim Metzger - The Warriors of Qiugang de Ruby Yang i Thomas Lennon |
| Millor curt | Millor curt d'animació |
| - God of Love de Luke Matheny - The Confession de Tanel Toom - The Crush de Michael Creagh - Na Wewe d'Ivan Goldschmidt - Wish 143 d'Ian Barnes | - The Lost Thing d'Andrew Ruhemann i Shaun Tan - Day & Night de Teddy Newton - The Gruffalo de Max Lang i Jakob Schuh - Let's Pollute de Geefwee Boedoe - Madagascar, a Journey Diary de Bastien Dubois |

## Oscar honorífic

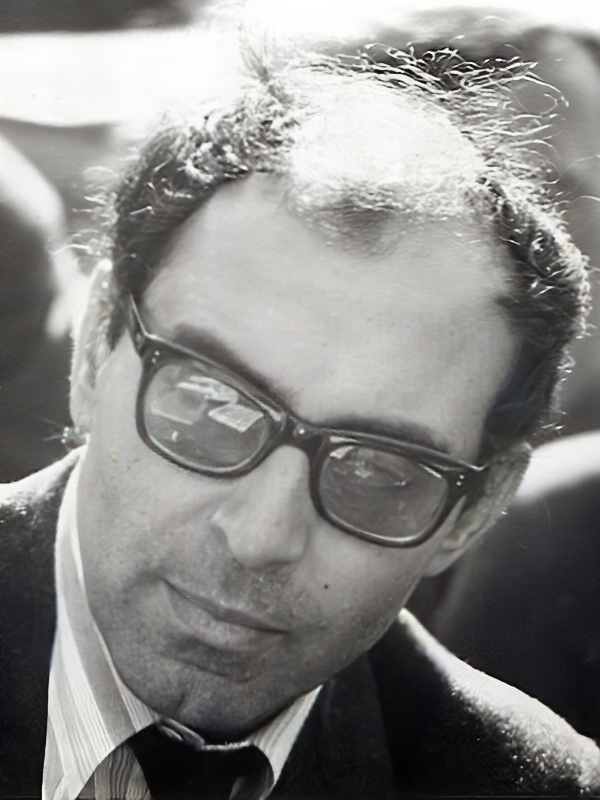
Godard l'any 1968.

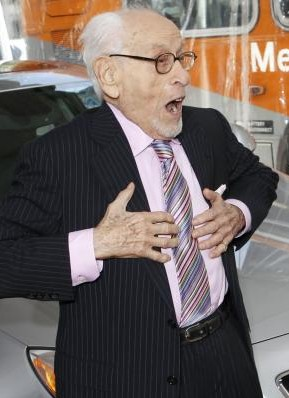
Wallach l'any 2010.

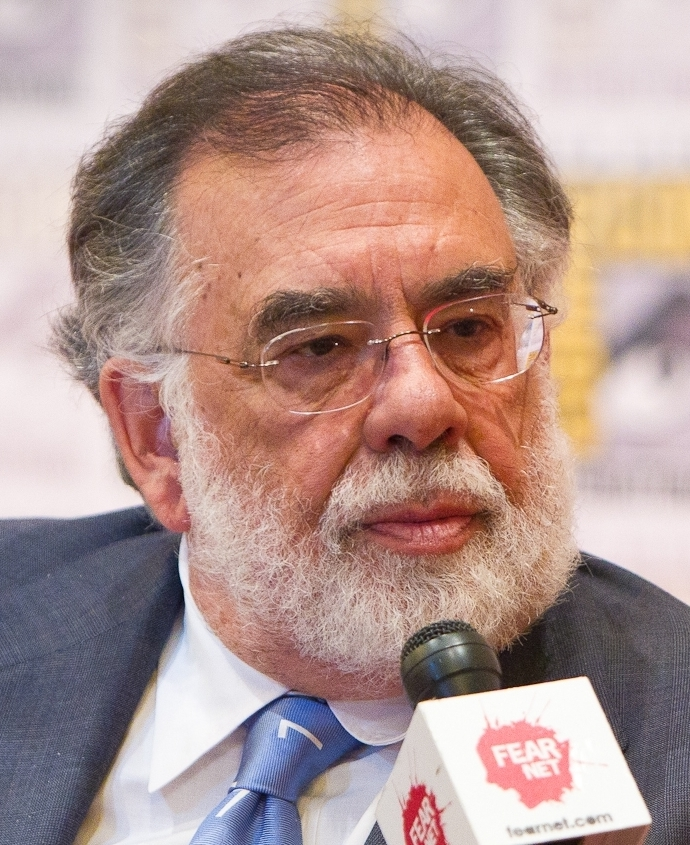
Coppola l'any 2011.

- Kevin Brownlow — per la seva consagrada i sàvia crítica del món cinematogràfic. [estatueta]
- Jean-Luc Godard — per la passió, per la confrontació, per fer un nou tipus de cinema. [estatueta]
- Eli Wallach — per encarnar la vida d'un munt de personatges cinematogràfics indelebles. [estatueta]

## Premi Irving G. Thalberg
- Francis Ford Coppola

## Presentadors
| Nom                                                             | |
| --------------------------------------------------------------- | --- |
| Tom Kane                                                        | Presentador dels premis                                                                                          |
| Tom Hanks                                                       | Millor direcció artística i fotografia                                                                           |
| Kirk Douglas                                                    | Millor actriu secundària                                                                                         |
| Mila Kunis i Justin Timberlake                                  | Millor curtmetratge d'animació I millor pel·lícula d'animació                                                    |
| Javier Bardem i Josh Brolin                                     | Millor guió adaptat i millor guió original                                                                       |
| Russell Brand i Helen Mirren                                    | Millor pel·lícula de parla no anglesa                                                                            |
| Reese Witherspoon                                               | Millor actor secundari                                                                                           |
| Tom Sherak (president AMPAS) i Anne Sweeney (presidenta ABC TV) | Presentació de la renovació d'un contracte de distribució televisiva entre ABC i AMPAS                           |
| Nicole Kidman i Hugh Jackman                                    | Introductors a un segment musical de bandes sonores del passat i millor banda sonora                             |
| Matthew McConaughey i Scarlett Johansson                        | Millor so i millor edició de so                                                                                  |
| Marisa Tomei                                                    | Premis Científics i Tècnics                                                                                      |
| Cate Blanchett                                                  | Millor maquillatge i millor vestuari                                                                             |
| Kevin Spacey                                                    | Introducció a la interpretació de les cançons nominades "We Belong Together" i "I See the Light"                 |
| Jake Gyllenhaal i Amy Adams                                     | Millor curtmetratge documental i millor curtmetratge                                                             |
| Oprah Winfrey                                                   | Millor documental                                                                                                |
| Billy Crystal                                                   | Introducció a la projecció digital de Bob Hope durant els Premis Oscar de 1952                                   |
| Bob Hope (imatges d'arxiu)                                      | Introducció a Robert Downey Jr. i Jude Law                                                                       |
| Robert Downey Jr. i Jude Law                                    | Millor efectes visuals i millor muntatge                                                                         |
| Jennifer Hudson                                                 | Introducció a la interpretació de la cançó nominada "If I Rise" i "Coming Home" i presentació de la millor cançó |
| Halle Berry                                                     | Tribut a Lena Horne                                                                                              |
| Kathryn Bigelow i Hilary Swank                                  | Millor direcció                                                                                                  |
| Annette Bening                                                  | Premi Irving G. Thalberg                                                                                         |
| Jeff Bridges                                                    | Millor actriu |
| Sandra Bullock                                                  | Millor actor |
| Steven Spielberg                                                | Millor pel·lícula                                                                                                |

### Actuacions
| Nom                                     | Paper                        | Peça                                                               |
| --------------------------------------- | ---------------------------- | ------------------------------------------------------------------ |
| William Ross                            | Arranjador musical Conductor | Orquestra                                                          |
| Anne Hathaway                           | Intèrpret                    | "On My Own" de Les Misérables                                      |
| Randy Newman                            | Intèrpret                    | "We Belong Together'" de Toy Story 3                               |
| Zachary Levi, Alan Menken i Mandy Moore | Intèrprets                   | "I See the Light" de Tangled                                       |
| A. R. Rahman i Florence Welch           | Intèrprets                   | "If I Rise" de 127 Hours                                           |
| Gwyneth Paltrow                         | Intèrpret                    | "Coming Home" de Country Strong                                    |
| Celine Dion                             | Intèrpret                    | "Smile" durant el tribut In Memoriam                               |
| PS22 Chorus                             | Intèrprets                   | "Over the Rainbow" de El màgic d'Oz durant el segment de tancament |

## Múltiples nominacions i premis
| Pel·lícula                                       | Candidatures | Premis |
| ------------------------------------------------ | ------------ | ------ |
| El discurs del rei                               | 12           | 4      |
| True Grit                                        | 10           | 0      |
| Inception                                        | 8            | 4      |
| La xarxa social                                  | 8            | 3      |
| The Fighter                                      | 7            | 2      |
| 127 Hours                                        | 6            | 0      |
| Black Swan                                       | 5            | 1      |
| Toy Story 3                                      | 5            | 2      |
| Els nois estan bé                                | 4            | 0      |
| Winter's Bone                                    | 4            | 0      |
| Alice in Wonderland                              | 3            | 2      |
| Biutiful                                         | 2            | 0      |
| Com ensinistrar un drac                          | 2            | 0      |
| Harry Potter i les relíquies de la Mort - Part 1 | 2            | 0      |
| Rabbit Hole                                      | 1            | 0      |
| Blue Valentine                                   | 1            | 0      |
| The town: Ciutat de lladres                      | 1            | 0      |
| Animal Kingdom                                   | 1            | 0      |
| Another Year                                     | 1            | 0      |
| L'Illusioniste                                   | 1            | 0      |
| Kynodontas                                       | 1            | 0      |
| En un món millor                                 | 1            | 1      |
| Incendies                                        | 1            | 0      |
| Hors-la-loi                                      | 1            | 0      |
| Country Strong                                   | 1            | 0      |
| Tangled                                          | 1            | 0      |
| Tron: Legacy                                     | 1            | 0      |
| Hereafter                                        | 1            | 0      |